# Roero Arneis
Roero Arneis ist ein reinsortiger italienischer Weißwein aus dem Anbaugebiet Roero zwischen Canale und Alba in der Provinz Cuneo im Piemont. Er wird aus der alten, autochthonen Rebsorte Arneis gewonnen. Diese war Ende des 20. Jahrhunderts fast ausgestorben, wird aber zunehmend wieder kultiviert. Im Allgemeinen wird der Roero Arneis besser beurteilt als der (etwas leichtere) Langhe Arneis.
Der Weißwein wie auch der Rotwein aus diesem Gebiet (Roero) hat seit 1985 eine „kontrollierte Herkunftsbezeichnung“ (Denominazione di origine controllata – DOC) und seit dem 7. Dezember 2004 einen DOCG-Status. 2016 wurden auf 814 ha Rebfläche 55.526 Hektoliter DOCG-Weine (einschließlich Roero) produziert.
Im Anbaugebiet wird auch ein Schaumwein „Roero Arneis Spumante“ hergestellt.

## Anbaugebiet
Das Anbaugebiet liegt in der Provinz Cuneo. Der Wein darf nur angebaut werden in den Gemeinden Canale, Corneliano d’Alba, Piobesi d’Alba, Vezza d’Alba sowie in Teilen der Gemeinden Baldissero d’Alba, Castagnito, Guarene, Govone, Magliano Alfieri, Montà, Monteu Roero, Pocapaglia, Priocca, Santa Vittoria d’Alba, Santo Stefano Roero und Sommariva Perno.

## Erzeugung
Roero Arneis muss zu mindestens 95 % aus der Rebsorte Arneis hergestellt werden. Trauben von nicht aromatischen roten Trauben, die für den Anbau in der Region Piemont geeignet sind, können ebenfalls verwendet werden, entweder zusammen oder separat, bis zu einem Maximum von 5 %.
Während der Wein früher mit deutlicher Restsüße ausgebaut wurde, zeigt er sich heute meist frisch und fruchtig und weist eine angenehme Säure auf. Er sollte jung getrunken werden.

## Beschreibung
Die Beschreibungen sind den Produktionsvorschriften entnommen.

### Roero Arneis
- Farbe: strohgelb
- Geruch: zart, frisch und möglicherweise mit Düften von Holz
- Geschmack: elegant, harmonisch und möglicherweise Tannin
- Alkoholgehalt: mindestens 11,0 Vol.-%
- Säuregehalt: mindestens 4,5 g/l
- Trockenextrakt: mindestens 15,0 g/l

### Roero Arneis Spumante
- Perlage: fein und anhaltend
- Farbe: mehr oder weniger intensives Strohgelb
- Geruch: zart, fruchtig, frisch, bisweilen mit Geschmacksnoten, die an Hefe, Brotkruste und Vanille erinnern können
- Geschmack: von naturherb bis lieblich, elegant und harmonisch
- Alkoholgehalt: mindestens 11,5 Vol.-%
- Säuregehalt: mindestens 5,0 g/l
- Trockenextrakt: mindestens 15,0 g/l